# Hotel Modern
Hotel Modern maakt beeldend theater waarin poppenspel, beeldende kunst, mime en muziek samensmelten. Het gezelschap verwierf internationale bekendheid met de voorstellingen De Grote Oorlog en Kamp, waarin met maquettes, camera's en een live uitgevoerde soundtrack de verschrikkingen van oorlog en genocide worden verbeeld. Het werken met megalomane en speels vormgegeven maquettes is kenmerkend voor de groep. Op het podium verrijzen complete werelden die bevolkt worden door honderden personages: we zien een miljoenenstad, een tropisch eilandenrijk, een slagveld met loopgraven en vechtende soldaten, of een concentratiekamp met daarin duizenden gevangenen en hun beulen. Met camera’s filmen de spelers scènes die zich in de miniatuurwereld afspelen; de beelden worden direct op een groot scherm geprojecteerd en live door een componist van een soundtrack voorzien. Het resultaat is intens en vaak onverwacht realistisch. Hotel Modern won vele nationale en internationale theaterprijzen waaronder de VSCD Mimeprijs in 2011 en de Wim Meijlink Oeuvreprijs voor Poppenspel in 2019. De groep speelde in o.a. Moskou, Rome, Parijs, Londen, New York, Tokio, Adelaide en Los Angeles. Vaste kernleden zijn actrices Pauline Kalker en Arlène Hoornweg en beeldend kunstenaar Herman Helle. Ze werken regelmatig samen met de componisten Arthur Sauer, Ruud van der Pluijm en Reinier van Houdt.

## Producties
- Heden Stad[4]
- De Grote Oorlog[5]
- Slakkesporen.[6]
- De Man met vijf Vingers
- Kamp[7][8][9]
- Rococo[10]
- Garnalen Verhalen[3]
- Vliegboot Moederschip.[11]
- De Baard van God.[12]
- De Ring in 90 Minuten (met Nederlands Blazersensemble)
- Publieke Figuren
- Banaan en Oestermes
- Mosè in Egitto (met Bregenzer Festspiele, Oper Koln - regie Lotte de Beer)
- Symmetries (met Nederlands Blazersensemble, Duda Paiva, ISH Dance Collective en Mor Shani)
- Ons Wereldrijk.[13]
- Die Walküre (met Staatsoper Stuttgart - toneelbeeld en regie Hotel Modern)
- De Lange Gang
- Oer en Andere Tijden (met ITA, Amsterdam - regie Guy Cassiers)